# الطاهر جديد
الطاهر جديد ولد بالأغواط يوم 08 أغسطس 1943م، مخترع فن الترميل.

## نشأته
ولد بالأغواط يوم 08 أغسطس 1943م، متحصل على شهادة تقني صناعي، وإطار بمؤسسة سوناطراك من 1963 إلى 1999.

## مسيرته
أولع بالرسم منذ صغره وعمل على تنمية مواهبه معتمدا على نفسه كفنان عصامي، وهو مبدع طريقة الرسم بالرمل المسماة «فن الترميل» والتي أصبحت مدرسة قائمة بذاتها.
لوحاته تتضمن مناظر طبيعية وكائنات من البيئة التي تطغى عليها الرمال كالغزلان والجمال والإنسان الصحراوي والنخيل وغيرها، والرمل عنده رمز النقاء والشاعرية والسكينة والسلام.

## اكتشافه لفن الترميل
لعبت الصدفة دورها في اكتشاف فن الترميل وريادته له كأب روحي للفنانين الشباب اليوم في هذا المجال. إذ في أحد الأمسيات المشوبة بهبوب رياح رملية كان الرسام يقوم بإنجاز لوحة زيتية كالعادة في فناء منزله العائلي ذو الأرضية الرملية، وترك اللوحة لبضع دقائق ليقوم بجلب بعض الأغراض من الداخل ولما عاد وجد الريح قد قلب لوحته ورماها أرضا فوق الرمل، ولما رفعها وجد حبيبات الرمل قد التصقت بمناطق مختلفة من اللوحة التي كانت ألوانها لم تجف بعد، فالتقطت عينه الفنية جمالية المنظر، فانطلق من تلك اللحظة لأول مرة في تاريخ الفنون العالمية في استعمال الرمل في إنجاز لوحات فنية، وما ميز هذا الفنان أنه في مرحلة متقدمة من بحوثه وتجاربه أصبح الرمل هو المادة الوحيدة التي يستعملها الرسام دون اللجوء لأي تلوين بالألوان الزيتية، وذلك باستعمال رمال وتراب نقي بألوان مختلفة لكنها طبيعية.
ومن لا يعرف لوحة ذلك الرجل الأزرق من الطوارق ممتطيا جملا. وكانت له بعد ذلك لوحات أخرى، وقد لقي الفنان مع نهاية السبعينات تشجيعا من خلال ناقد فني بلجيكي، وصارت لوحاته منذ ذلك الوقت تعرض في لعديد من دول العالم وتحصل بفضلها على عدة ميداليات وجوائز وما تزال هذه الأعمال معروضة إلى الآن في بعض متاحف الفن المعاصر بأوربا.

## أعماله
شارك في عشرات المعارض وخاصة الدولية بفرنسا، تونس، الولايات المتحدة (3 جوائز)، بريطانيا (جائزة)، إيطاليا (جائزة بالبندقية)، مالطا (أكثر من 7 مشاركات)، مصر (مرتبة 9 في النحت)، لبنان وغيرها، نال جوائز عديدة وتكريمات مختلفة.